# Кроль
Кроль (англ. front crawl) — вид плавания на животе, в котором левая и правая часть тела совершают гребки попеременно. Каждая рука совершает широкий гребок вдоль оси тела пловца, во время чего ноги, в свою очередь, тоже попеременно поднимаются и опускаются. Лицо пловца находится в воде, и лишь периодически во время гребка голова поворачивается, чтобы сделать вдох. Кроль считается наиболее быстрым способом плавания. На соревнованиях по плаванию вольным стилем большинство спортсменов отдаёт предпочтение именно кролю, поэтому «вольный стиль» и «кроль» стали практически синонимами.

## Эргономика
Положение тела вниз лицом позволяет пловцу свободно поворачивать руку под водой. Этим кроль выгодно отличается от плавания на спине, где руку трудно завести глубоко в воду. Перенос руки вперёд поверх воды означает меньшее сопротивление воды по сравнению с брассом. А если сравнивать с баттерфляем, то в кроле поочерёдное вращение руками позволяет помогать всем телом, поворачиваясь из стороны в сторону. Поочерёдная работа руками также приводит к более равномерному ускорению.

## История стиля
Этот стиль плавания известен человечеству с древнейших времён. Однако европейская цивилизация познакомилась с ним лишь в 1844 г. на соревнованиях в Лондоне. Американские индейцы, привычные к кролю, легко опередили английских пловцов, которые пользовались брассом. Несмотря на поражение, английские пловцы не пожелали применять «варварский», по их мнению, способ плавания, сопровождающийся большим шумом и брызгами.
Лишь в промежутке между 1870 и 1890 гг. первый европеец смог адаптировать непривычный стиль. Им стал Джон Артур Треджен (англ. John Arthur Trudgen, 1852—1902), путешествовавший по Аргентине. Он разработал собственный стиль "Треджен" плавания, используя попеременные гребки руками и один удар ногами на цикл гребков  из стиля плавания на боку в горизонтальной плоскости, а не в вертикальной, как делали это местные жители. Благодаря высокий скорости, стиль быстро стал популярным на соревнованиях.  
Новый виток развития стиль получил благодаря адаптации австралийцем Ричмондом Диком Кавиллем (1884—1938), сыном учителя плавания Ричарда Фредерика Кавилля. Он и его брат независимо друг от друга придумали новый стиль, названный позже австралийским кролем. Часть навыков они переняли у Алика Уикхэма, молодого уроженца Соломоновых островов, жившего в Сиднее, который использовал вариант кроля, популярный у местных жителей в лагуне Ровиана на острове Нью-Джорджия.
Ещё позже американец Чарльз Дэниелс усовершенствовал их метод, модифицировав шеститактовые гребки ногами, результатом чего стал так называемый американский кроль.

## Техника плавания

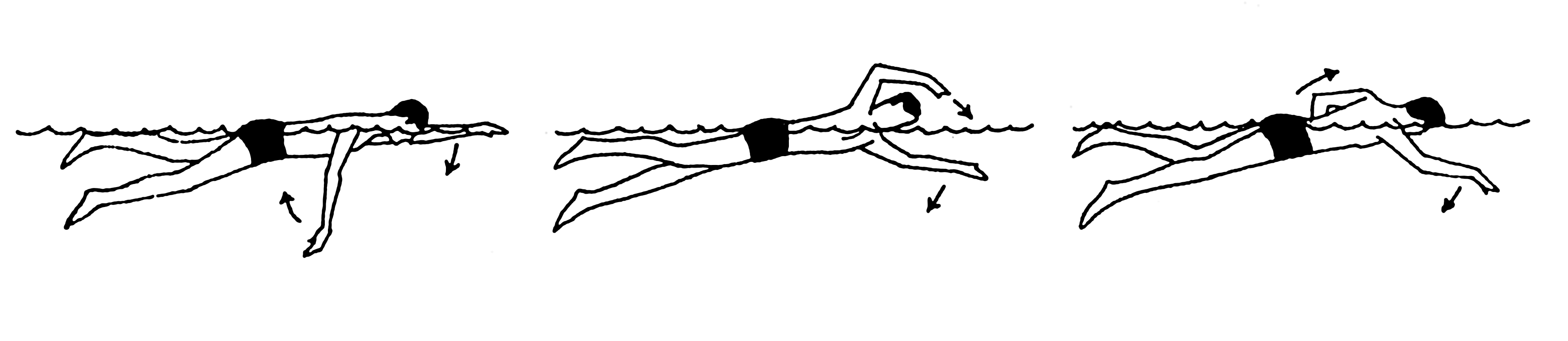
Иллюстрированная техника плавания кролем

Изначальная позиция в стиле кролем — «навытяжку», при которой тело пловца повёрнуто лицом вниз, руки вытянуты вперёд, ноги распрямлены.

### Движения руками
Попеременное левой и правой. Пока одна рука делает гребок, вторая переносится вперёд над водой. Гребки руками служат основой движущей силы (основное усилие при гребке производится плечом, движения ладоней и предплечьями должны лишь дополнять движения плеч). Каждый гребок может быть поделён на три фазы: к себе, от себя, вперёд.
Первое движение из изначальной позиции — слегка погрузить правую руку в воду и направить чуть вправо, после согнуть кисть под углом около 45° в сторону дна. Затем рука описывает под водой полукруг, локоть следует чуть выше кисти, так что кисть оказывается направлена к ногам. Эта фаза завершается примерно на уровне верха грудной клетки.
В фазе «от себя» рука проходит под водой под телом и выносится назад сбоку от тела к концу гребка.
Приблизительно одновременно с началом взмаха одной руки вперёд другая начинает фазу гребка. Во время взмаха локоть движется вперёд в направлении плавания, а кисть расслаблена и свободно свисает, почти касаясь поверхности воды (эта техника плаванья, т. н. «скользящая», неправильна, так как локоть следует поднимать выше и напрягать кисть, после чего тянуть её вперёд). Движение напоминает вынимание руки из заднего кармана брюк, при этом мизинец оказывается выше других пальцев. Последующее движение по расположению пальцев похоже на расстегивание молнии. Рука выносится вперёд тела, пальцы расслаблены, близко от поверхности воды. В этой фазе одно плечо поднимается над уровнем воды и таким образом уменьшает сопротивление тела встречной воде. При этом одни пловцы лишь поворачиваются в пояснице, другие предпочитают полностью поворачивать тело на бок.
Распространённая ошибка новичков — делать взмах вперёд напряжённой рукой, или же отводить руку далеко от тела в сторону или вверх, так что кисть оказывается выше локтя. В результате напряжение тела возрастает, а сопротивление воды увеличивается. Кроме того, новички часто забывают разворачивать плечо вперёд, чтобы рука во время взмаха тянулась как можно дальше по направлению движения. Во время погружения кисть может быть повёрнута большим пальцем вниз (для уменьшения завихрений вокруг руки в воде) или равномерно горизонтально (чтобы гребок начинался одновременно с погружением). В первой фазе гребка рука действует по принципу крыла и перемещается в воде медленнее, чем сам пловец. Во второй фазе рука действует как весло и движется быстрее пловца.
Существует облегчённая версия кроля, в которой гребок производит только одна рука, а вторая в это время остаётся вытянутой вперёд, затем руки меняются. Такой гребок называется догоняющим, его плюс — меньшие затраты сил, ведь вытянутое и менее подвижное тело обладает меньшим сопротивлением. Этот способ не используется на соревнованиях из-за меньшей скорости, однако часто применяется спортсменами при тренировках, так как позволяет тренировать правильное положение тела в воде.

### Движения ногами
Ноги движутся в противоположных направлениях: одна поднимается, другая опускается, затем наоборот. Движения ногами лишь незначительно ускоряют продвижение вперёд, но зато позволяют сбалансировать положение тела. Это хорошо чувствуется на тренировках, в которых ноги пловца зажимают плавучую доску и не двигаются.
Движение начинается с лёгкого сгибания ноги в колене и затем резкого маха вниз, подобно удару по мячу. При этом нога может слегка подгибаться внутрь, ближе к центральной оси тела. Затем прямая нога возвращается в исходное положение. Частая ошибка новичков — слишком сильно сгибать ноги или делать слишком сильные махи, выбрасывая ноги выше поверхности воды.
Идеальное количество гребков ногами — 6 на каждый полный цикл движений кролем, но возможно делать 8, 4 или 2. Например, немецкая пловчиха Франциска ван Альмсик успешно использует всего 4 маха ногами. Кроме того, вполне возможно применение волнообразного движения ногами из баттерфляя, хотя в этом случае теряется стабильность положения тела. Ещё один необычный способ — комбинировать движения руками как в кроле и ногами как в брассе. При этом становится труднее выполнять вдохи, так как движения кролем предполагают поворот тела или головы, а движения брассом мешают этому.

### Дыхание
Как правило, лицо во время плавания находится в воде, так что взгляд направлен вперёд, в нижнюю часть противоположной стенки бассейна, кромка воды находится посередине лба. В то же время, некоторые спортсмены считают, что лучше опускать голову ниже. Вдох происходит через рот, при этом голова повёрнута в сторону той руки, которая движется над водой. Вдох следует делать в самом начале маха, когда образуется треугольник между плечом, предплечьем и кромкой воды. В этот момент вода немного расступается вокруг головы, так что можно сделать вдох и не поворачивая голову выше линии воды в бассейне. Тонкий слой воды на лице можно сдуть перед этим небольшим выдохом. Затем к концу маха голова снова поворачивается вниз и вперёд. Выдох происходит в воду через нос и рот равномерно в течение всего промежутка до следующего вдоха. Выдыхая через нос, можно вытолкнуть воду, попадающую в нос во время плавания. У пловцов, страдающих аллергией, которая усугубляется при посещении бассейна, выдыхание через нос все же не предотвращает до конца аллергических эффектов.
По правилам вдох делается на каждый третий взмах руки над водой, то есть 2 раза за 3 цикла, с чередованием вдохов справа и слева. Это способствует симметричному развитию плеч, рук и шеи, но уменьшает на одну треть количество поступающего кислорода, по сравнению с дыханием «под одну руку». На больших дистанциях и тренировках, где скорость меньше, а важна стабильность скорости и темпа, это несущественно, а наоборот, даже развивает жизненный объём лёгких.
На коротких дистанциях, особенно на соревнованиях, пловцы предпочитают делать вдох в каждом цикле, то есть при каждом втором взмахе, и поворачиваться только в одну сторону, что позволяет «выжать» максимальную мощность, за счёт максимальной подачи кислорода в организм. Многие способны одинаково комфортно делать вдох с обеих сторон. На коротких дистанциях пловцы часто делают точно рассчитанное количество вдохов, самые тренированные делают всего один вдох или вообще обходятся без дополнительных вдохов на расстояниях 25—50 м, расходуя кислород, находящийся в крови и мышцах. На дистанциях в 100 м они могут делать вдох на каждый четвёртый взмах или каждый второй взмах, некоторые начинают с четырёх взмахов, затем переключаются на два. В водном поло спортсмены держат голову над водой постоянно, чтобы следить за игрой и дышать свободнее, что приводит к гораздо более вертикальному положению тела и большому сопротивлению воды.

### Движения телом
Тело пловца изгибается вдоль своей оси вправо и влево так, что плечо руки, которая делает взмах, оказывается выше другого плеча — это облегчает движение руки и поворот головы в сторону для вдоха. Выставляя плечо над водой, пловец также уменьшает сопротивление воды. Вращение плечом увеличивает силу гребка и скорость обратного движения руки.

### Прыжок
При старте спортсмен совершает прыжок в воду, затем следует фаза скольжения под водой, сопровождающаяся волнообразными или вертикальными движениями ногами. Под водой может быть пройдено максимум 15 м. У другого конца бассейна спортсмен отталкивается от бортика и одновременно переворачивается на живот. Следует короткая фаза скольжения под водой, после которой спортсмен помогает продвижению ногами, как в стиле баттерфляй или кроль, и выход на поверхность.
Вариант разворота — совершить кувырок чуть раньше, выбросив ноги навстречу бортику, приблизиться, а затем оттолкнуться. Такой способ более травмоопасен. Кувырок, проводимый без касания бортика руками ФИНА разрешила в 1964 году.
Гонка заканчивается, когда спортсмен касается точки финиша одной рукой.

## Разновидности кроля
Известно довольно много разновидностей кроля, например:
- Австралийский кроль (двухударный кроль) — в отличие от современного кроля пловец лежит на груди с высоко поднятой головой, согнутыми в локтях руками выполняя короткие гребки и отталкиваясь стопами от воды вниз в унисон со входом в воду ладони разноимённой руки.
- Американский кроль (шестиударный кроль) — в отличие от австралийского лицо полностью опускается в воду, руки плавно делают длинные гребки, ноги работают с умеренным сгибанием в коленях, на один цикл движения руками выпадет шесть взмахов ногами.
- Кроль на груди (способ спортивного плавания) — самый быстрый соревновательный способ, когда разрешено использование вольного стиля. Спортсмен плывёт на груди, голова полностью опускается в воду, гребки руками поочерёдные, круговые. Руки покидают воду начиная с плеча около линии таза спортсмена, ноги могут работать в двух-, четырёх- и шестиударном ритме.
- Кроль на спине (способ спортивного плавания) — спортсмен располагается на спине почти горизонтально, гребковые круговые движения руками делаются поочерёдно в направлении спереди вниз назад, ноги работают в вертикальной плоскости, цикл дыхания совпадает с ритмом работы рук: вдох происходит в первой половине движения рукой над водой, выдох — во время окончания гребка.